# Обервизенталь
Обервизенталь (нем. Oberwiesenthal) — город в Германии, курорт, расположен в земле Саксония. Подчинён административному округу Хемниц. Входит в состав района Рудные Горы. Население составляет 2080 человек (на 31 октября 2019 года). Занимает площадь 39,98 км². Официальный код — 14 1 71 240.

## География
Местоположение и горы 

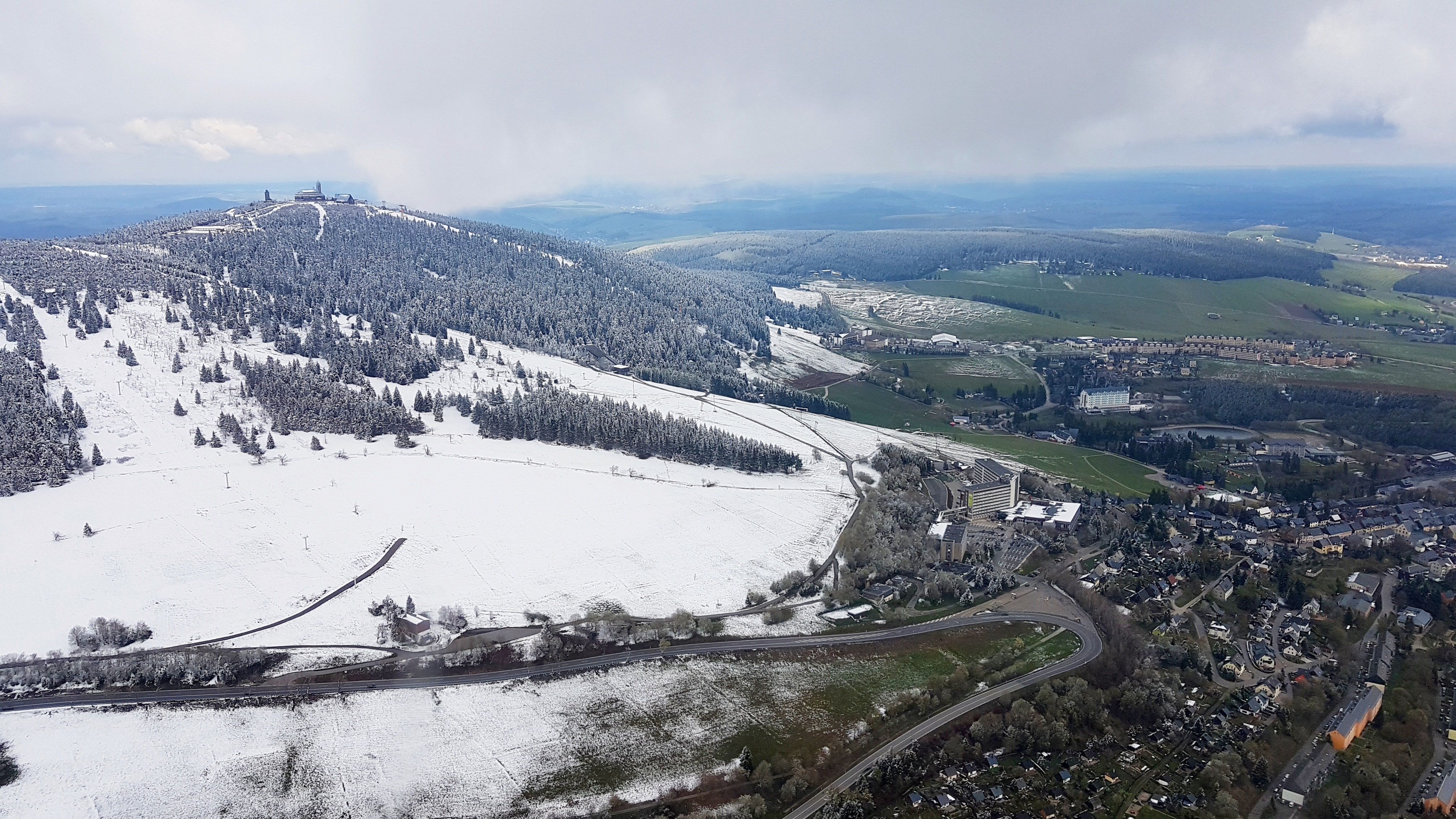
Обервизенталь и гора Фихтельберг

Обервизенталь расположен на хребте Средних Рудных гор, на границе Германии с Чехией, которая следует по течению реки Пёльбах (Полава) до г. Беренштайна. Самая высокая возвышенность города — Фихтельберг с высотой 1215 м над уровнем моря, самая высокая гора в Саксонии.
В окрестностях Обервизенталя также находятся другие возвышения:
- Кайльберг (Клиновец) (1244 м н.у.м.; самая высокая гора Эрцгебирге)

- Маленький или Задний Фихтельберг (1206 м над уровнем моря)

- Айзенберг (1029 м над уровнем моря)

Соседние общины

На юге Обервизенталь граничит с чешскими общинами Лоучна под Клиновцем и Божи Дар. Соседними общинами в Саксонии являются Беренштайн, Кроттендорф, Зематаль, Брайтенбрунн и Рашау-Маркерсбах.
Структура города

Обер- и Унтервизенталь объединились 1 сентября 1921 года и образовали город Обервизенталь, который с 29 мая 1935 года получил название «Город-Курорт Обервизенталь». С 1 января 1997 года Хаммерунтерсвизенталь стал районом города-курорта Обервизенталя.